# 1765

## أحداث
- تأسيس مدينة اشوينواويشتشه وتقع حاليا في بولندا.
- بداية الحرب الصينية البورمية في 1 ديسمبر 1765 والتي انتهت في 22 ديسمبر 1769.

## مواليد
- جوزيف نيبس
- روبرت فلتون

## وفيات
- فرانسيس الأول
- ميخائيل لومونوسوف
- محمد بن سعود إمام الدولة السعودية الأولى.